# 新城子藏族乡
新城子藏族乡是中华人民共和国甘肃省陇南市宕昌县下辖的一个民族乡。

## 行政区划
新城子藏族乡下辖以下村级行政区划单位：
拉界村、新城子村、权家村、立坪村、岳藏甫村、大河坝村、老树川村、路岗头村和新坪村。